# Dănuț Coman
Dănuț Dimitru Coman (Ștefănești, 28 marzo 1979) è un ex calciatore rumeno, di ruolo portiere.